# Slout
Slout (in ucraino Слоут?) è un villaggio del distretto di Šostka situato nell'oblast' di Sumy, nell'Ucraina settentrionale.